# パレートの誤算
『パレートの誤算』（パレートのごさん）は、柚月裕子による日本の長編ミステリ小説。『小説NON』（祥伝社）2012年4月号から2014年2月号に隔月連載、加筆修正を経て2014年10月9日に祥伝社から刊行された。さらに、2017年4月10日に祥伝社文庫から文庫化された。ベテランケースワーカーが何者かに殺害されたことを受けて、後を継いだ市役所の社会福祉課に所属する新人職員が生活保護の闇に迫る社会派ミステリ。
『パレートの誤算 〜ケースワーカー殺人事件』（パレートのごさん ケースワーカーさつじんじけん）と題してテレビドラマ化され、WOWOW「連続ドラマW」で2020年3月から4月にかけて全5回で放送された。

## 登場人物
牧野聡美
市役所の社会福祉課に配属された新人職員。山川が殺されたことを受けて、彼の仕事を引き継ぐことになる。
山川
ベテランケースワーカー。優秀な職員であったが、ある日自宅で殺害されているのが発見される。その後、ヤクザと不適切な関係を築いていた可能性が浮上する。

## 書誌情報
単行本
『パレートの誤算』（2014年10月9日発売、祥伝社、ISBN 978-4-396-63449-0）
文庫本
『パレートの誤算』（2017年4月10日発売、祥伝社文庫、ISBN 978-4-396-34300-2）

## テレビドラマ
『パレートの誤算 〜ケースワーカー殺人事件』（パレートのごさん ケースワーカーさつじんじけん）のタイトルで、WOWOW「連続ドラマW」で2020年3月7日から4月4日まで全5回で放送された。主演は橋本愛。

### キャスト
- 牧野聡美 - 橋本愛
- 小野寺淳一 - 増田貴久[3]
- 若林永一郎 - 北村有起哉[4]
- 安西佳子 - 松本まりか[5]
- 山川亨 - 和田正人[5]
- 山川志穂 - 西原亜希
- 西田美央 - 冨手麻妙
- 金田良太 - 那須雄登（美 少年/ジャニーズJr.）[6]
- 五代早苗 - 吉田芽吹
- 佐光優里 - 辻千恵
- 立木智則 - 趙たみ和
- 谷本浩文 - 松角洋平
- 岩塚武 - 有薗芳記
- 徳田眞 - 河野洋一郎
- 荒木裕 - 森本のぶ
- 北村カナ - ふせえり
- 中澤俊三 - 久松信美
- 鈴木勝五郎 - 佐藤蛾次郎
- 田中泰治 - 不破万作
- 桑田敏江 - 宮下順子
- 西田耕三 - 大河内浩
- 菅野丈太郎 - 木下ほうか
- 竹本篤 - 小市慢太郎
- 牧野昌子 - 西田尚美
- 猪又孝雄 - 尾美としのり

### スタッフ
- 原作 - 柚月裕子 『パレートの誤算』（祥伝社文庫 / 祥伝社刊）
- 監督 - 小林聖太郎
- 脚本 - 武井彩、小松屋たから
- 音楽 - 妹尾武
- プロデューサー - 井上衛、渡邉浩仁
- 協力プロデューサー - 戸倉亮爾
- 製作 - WOWOW

### 放送日程
| 放送回 | 放送日  | 脚本         |
| ------ | ------- | ------------ |
| 第1話  | 3月07日 | 武井彩       |
| 第2話  | 3月14日 | 武井彩       |
| 第3話  | 3月21日 | 武井彩       |
| 第4話  | 3月28日 | 小松屋たから |
| 最終話 | 4月04日 | 小松屋たから |

### 製作
2月27日に行われた完成報告会は、当初はファンを招待した形の完成披露試写会の予定だったが、新型コロナウイルス感染症の感染拡大の影響により無観客での開催となった。
| WOWOW 連続ドラマW 土曜オリジナルドラマ             | WOWOW 連続ドラマW 土曜オリジナルドラマ                            | WOWOW 連続ドラマW 土曜オリジナルドラマ |
| 前番組                                             | 番組名                                                            | 次番組                                 |
| -------------------------------------------------- | ----------------------------------------------------------------- | -------------------------------------- |
| 彼らを見ればわかること （2020年1月11日 - 2月29日） | パレートの誤算 〜ケースワーカー殺人事件 （2020年3月7日 - 4月4日） | 鉄の骨 （2020年4月18日 - 5月16日）     |